# Mingijan Semënov
Mingijan Arturovič Semënov (in russo Мингиян Артурович Семёнов?; 11 giugno 1990) è un lottatore russo, specializzato nella lotta greco-romana.
È di etnia calmucca.

## Palmarès
- Giochi olimpici

Londra 2012: bronzo nei 55 kg.
- Mondiali

Tashkent 2014: argento nei 59 kg.
- Europei

Riga 2016: oro nei 59 kg.
- Coppa del mondo

Teheran 2014: argento nei 59 kg.